# AG Весов
AG Весов (лат. AG Librae) — одиночная переменная звезда в созвездии Весов на расстоянии (вычисленном из значения параллакса) приблизительно 108358 световых лет (около 33223 парсеков) от Солнца. Видимая звёздная величина звезды — от +15m до +14m.

## Характеристики
AG Весов — пульсирующая переменная звезда типа RR Лиры (RRAB).